# Francis Hopkinson
Francis Hopkinson (21. září 1737, Pensylvánie – 9. května 1791, Pensylvánie) byl americký politik. Navrhl americké papírové peníze, první mince Spojených států a první verzi americké vlajky. V červenci 1776 byl také jedním z signatářů Deklarace nezávislosti jako delegát za New Jersey. Pracoval v různých funkcích v první vládě Spojených států. Byl delegátem druhého kontinentálního kongresu a byl také členem rady pro námořnictvo Navy Board. Dne 30. září 1789 se stal prvním federálním soudcem okresního pensylvánského soudu Eastern District Court.

## Životopis
Hopkinson se narodil 2. října 1737 (Gregoriánský kalendář), 21. září 1737 (Juliánský kalendář) ve Filadelfii v Pensylvánii. Hopkinson byl synem Thomase Hopkinsona a Mary Johnson Hopkinson. Dne 1. září 1768 se oženil s Ann Borden. Měli spolu pět dětí. Byl otcem Josepha Hopkinsona, který byl členem Sněmovny reprezentantů Spojených států a stal se také federálním soudcem.

## Politická kariéra
V roce 1757 získal titul Artium Baccalaureus na College of Philadelphia (univerzita v Pensylvánii) a titul Artium Magister v roce 1760 na stejné instituci. Byl první rodilý americký skladatel písní, skládal od roku 1759. V roce 1761 byl tajemníkem Commission of the Provincial Council (provinční rada Pensylvánie). Uzavřel v toto roce smlouvu mezi Pensylvánií a některými indiánskými kmeny. V letech 1761 až 1766 měl ve Filadelfii soukromou praxi. V roce 1763 se stal celním úředníkem v Salemu v provincii New Jersey. Od května 1766 do srpna 1767 žil v Anglii v naději, že se stane celním úředníkem pro celou Severní Ameriku. Nebyl sice úspěšný, ale seznámil se v Anglii s budoucím premiérem lordem Frederickem Northem, trávil čas se svým bratrancem biskupem ve Worcesteru Jamesem Johnsonem a malířem Benjaminem Westem. Po návratu domů v roce 1768 si ve Filadelfii založil obchod s látkami a portským vínem. V letech 1772 až 1773 byl celníkem v New Castle v provincii Delaware. Svou soukromou praxi obnovil v Bordentownu v letech 1773–1774. Od roku 1774 do roku 1776 byl členem New Jersey Provincial Council (provinční rada v New Jersey). Byl členem Výkonné rady New Jersey od 13. ledna 1775 do 15. listopadu 1775. Dne 8. května 1775 začal pracovat u Nejvyššího soudu v New Jersey. V roce 1776 mu byla nabídnuta funkce soudce u tohoto soudu, ale on úřad odmítl. Byl delegátem druhého kontinentálního kongresu od 22. června 1776 do 30. listopadu 1776. Byl signatářem Deklarace nezávislosti Spojených států. Od roku 1776 do roku 1777 byl členem rady námořnictva ve Filadelfii. Od roku 1778 do roku 1781 byl pokladníkem instituce Continental Loan Office (Kancelář pro kontinentální půjčky) ve Filadelfii. Od roku 1779 do roku 1789 byl soudcem Admiralty Court of Pennsylvania. Byl členem výboru Pennsylvania Convention, který ratifikoval ústavu Spojených států.

Znak Francise Hopkinsona

## Hopkinson a kultura
Hopkinson byl autorem populárního vysílání a politické satiry (jeux d'esprit) ve formě básní a brožur. Některé byly široce distribuovány a velmi pomáhaly při vzbuzování a podpoře ducha politické nezávislosti během americké revoluce. Jeho hlavní spisy jsou „A Pretty Story Written in the Year of Our Lord 1774“ (1774), satira o králi Jiřím III. „The Prophecy “ (1776) a esej „The Political Catechism“ (1777).
Dalšími pozoruhodnými esejemi jsou „Typographical Method of conducting a Quarrel (Typografická metoda vedení hádky)“, „Essay on White Washing“ a „Modern Learning“. Mnoho z jeho spisů lze nalézt v publikaci „Miscellaneous Essays and Occasional Writings (Různé eseje a příležitostné spisy)“, publikovaném ve Filadelfii ve třech svazcích v roce 1792 (viz Bibliografie). V 17 letech Hopkinson začal hrát na cembalo kolem roku 1750 si opisoval árie, písně a instrumentální skladby mnoha evropských skladatelů. Je zařazován mezi první v Americe narozené skladatel hudby. V roce 1759 vydal píseň „My Days Have Been So Wondrous Free“. V roce 1760 byl ve hře na cembalo tak dobrý, že mohl vystupovat s profesionálními hudebníky na koncertech. Některé z jeho pozoruhodnějších písní jsou: „The Treaty“, „The Battle of the Kegs“, a „The New Roof“. Hrál také na varhany ve Filadelfském kostele a složil nebo editoval řadu kostelních písní a žalmů. V osmdesátých letech 17. století Hopkinson připojil nástroj zvaný skleněná harmonika k cembalu a vymyslel Bellarmonic, nástroj využívající tóny kovových koulí.
Na jeho alma mater, University of Pennsylvania je po něm pojmenována jedna z budov.

#### Eseje
- A Pretty Story Written in the Year of Our Lord 1774. Tisk: John Dunlap, 1774. Available via Google Books

#### Hudba
- Collection of Plain Tunes with a Few from Anthems and Hymns. Tisk: Benjamin Carr, 1763.
- Temple of Minerva. (The First American Opera)[10] Tisk: Benjamin Carr, 1781.
- Seven Songs for the Harpsichord or Forte Piano. Tisk: T. Dobson, 1788.[11]
  - No. 3: Beneath a weeping willow's shade